# Rhona Mitra
Rhona Natasha Mitra (Paddington, Londres, 9 de agosto de 1976) é uma atriz, modelo e cantora britânica.

## Biografia
Mitra nasceu em Paddington, Londres, filha de Anthony Mitra, um cirurgião, e Nora Downey. Ela tem um irmão mais velho chamado Jason Wath Mitra e um irmão mais novo. Seu pai é descendente de bengalis e sua mãe é irlandesa. Em 1984, aos oito anos de idade, seus pais se divorciaram e ela foi enviada para um colégio interno. Ela passou vários anos estudando em dois colégios diferentes, incluindo o Roedean School, um colégio só para meninas em Brighton, a leste de Sussex, mas Rhona, com seu espírito chileno de energia, não se adaptou à rígida disciplina daqueles estabelecimentos ingleses, e acabou sendo expulsa de ambos os colégios.
De volta a Londres, ela se envolveu com drogas e perdeu o sentido das coisas. Quatro anos se passaram e ela finalmente apercebeu-se da sua vontade de atuar e de se mostrar ao público, e isso não podia ser ignorado. Dando uma reviravolta na sua vida, ela passa a frequentar uma escola de teatro durante um ano. Com habilidade de representação adquirida, ela participa de vários castings britânicos e começa a sua carreira de atriz aparecendo na série, Ghostbusters of East Finchley, em 1995. A carreira de Mitra continuava em ascensão quando ela filmou o seu primeiro filme Monk Dawson, no entanto o filme só foi publicado em 1998. Mas foi na série The Man Who Made Husbands Jealous, que ela começou a chamar a atenção no papel de "Flora Seymour".

### Carreira
Seu primeiro papel na TV, veio como par de Scott Wolf na série Party of Five. Em 2000, Mitra ganhou um pequeno, mas fundamental papel no filme O Homem Sem Sombra, como vítima de estupro do “Dr. Sebastian Caine” (Kevin Bacon). Ela teve um papel principal na série de drama médico Gideon's Crossing, como a "Dra. Alejandra 'Ollie' Klein". Mitra, em seguida, teve papéis em Ali G Indahouse, Sweet Home Alabama, Stuck on You e no papel principal nos filmes, Highwaymen e Spartacus. Mitra apareceu no final da temporada de  The Practice, e atuou na série Boston Legal como “Tara Wilson" Em 2005, desempenhou o papel de “Kit McGraw" durante a terceira temporada de Nip/Tuck. Mitra, em seguida, atuou em Skinwalkers, The Number 23 e Shooter. Em 2008, estrelou no papel principal do filme de ficção Doomsday como a “Major Eden Sinclair” e em 2009 estrelou em Rise of the Lycans como "Sónia", filha do poderoso vampiro "Viktor" (desempenhado por Bill Nighy). Mitra foi escalada para dar vida a personagem Lara Croft, no vídeo game de Tomb Raider, desenvolvido pela Eidos Interactive. Como Lara, ela participou de vários eventos e programas de TV, para viver Lara, Rhona fez uma cirurgia plástica nos seios para realçar as suas semelhanças com a personagem.

## Filmografia

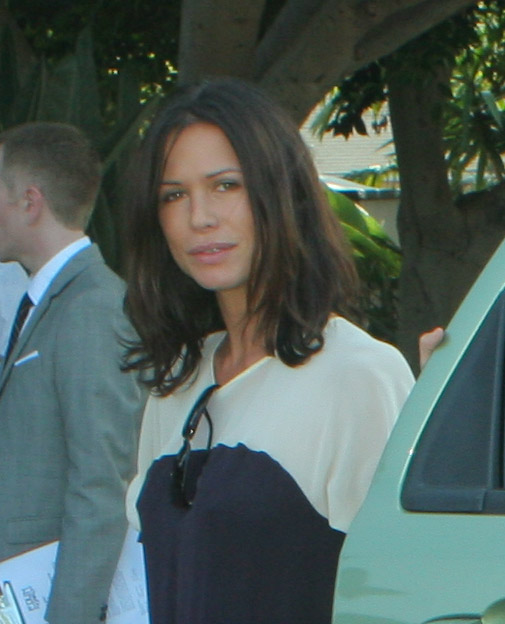
Rhona em outubro de 2007

### Cinema
| Ano  | Título original                | Papel                    |
| ---- | ------------------------------ | ------------------------ |
| 1997 | Lust for Glorious              | Primeiro bebê francês    |
| 1998 | A Kid in Aladdin's Palace      | Sheherazade              |
| 1998 | Croupier                       | Garota com misto         |
| 1998 | Monk Dawson                    | Mollie Joliff/Prostituta |
| 1999 | How to Breed Gibbons           | Juliet                   |
| 1999 | Beowulf                        | Kyra                     |
| 2000 | Hollow Man                     | Vizinha de Sebastian     |
| 2000 | Get Carter                     | Geraldine                |
| 2002 | Ali G Indahouse                | Kate Hedges              |
| 2002 | Sweet Home Alabama (filme)     | Tabatha Wadmore-Smith    |
| 2003 | The Life of David Gale         | Berlin                   |
| 2003 | Stuck on You                   | Frentista                |
| 2004 | Highwaymen                     | Molly Poole              |
| 2004 | Spartacus                      | Varinia                  |
| 2006 | Skinwalkers                    | Rachel Talbot            |
| 2007 | The Number 23                  | Laura Tollins            |
| 2007 | Shooter                        | Alourdes Galindo         |
| 2008 | Doomsday                       | Eden Sinclair            |
| 2009 | Underworld: Rise of the Lycans | Sonja                    |
| 2009 | Stolen Lives                   | Barbara Adkins           |
| 2009 | Separation City                | Katrien Becker           |
| 2010 | Reuniting the Rubins           | Andie Rubin              |
| 2011 | Bad Karma                      | Kelly                    |

### Televisão
| Ano         | Título                            | Papel                      | Episódios    |
| ----------- | --------------------------------- | -------------------------- | ------------ |
| 1995        | Ghostbusters of East Finchley     | Cass                       | 1 episódio   |
| 1996        | The Bill                          | Sarah Wickes               | 1 episódio   |
| 1997        | The Man Who Made Husbands Jealous | Flora Seymour              |              |
| 1999 / 2000 | Party of Five                     | Holly Marie Beggins        | 12 episódios |
| 2000        | Secret Agent Man                  | Lacey Sullivan             | 1 episódio   |
| 2000 / 2001 | Gideon's Crossing                 | Dra. Alejandra Ollie Klein | 20 episódios |
| 2003 / 2004 | The Practice                      | Tara Wilson                | 22 episódios |
| 2004 / 2005 | Boston Legal                      | Tara Wilson                | 20 episódios |
| 2005        | Nip/Tuck                          | Kit McGraw                 | 5 episódios  |
| 2010        | SGU Stargate Universe             | Comandante Kiva            | 3 episódios  |
| 2010        | The Gates                         | Claire Radcliff            | 13 episódios |
| 2012        | Strike Back                       | Major Rachel Dalton        | 10 episódios |
| 2014        | The Last Ship                     | Dr. Rachel Scott           |              |